# Fronteira Gâmbia–Senegal
A fronteira entre Gâmbia e Senegal é formada por duas linhas sinuosas quase paralelas ao Rio Gâmbia, afastadas entre si em cerca de 40 km, que se encontram a 332 km do curto litoral da Gâmbia (80 km) no oceano Atlântico. 
Essa fronteira de 740 km de extensão fecha o enclave de Gâmbia, país inserido no sentido oeste-leste próximo ao sul do território senegalês. Foi definida em 1889 depois de vários conflitos entre o Reino Unido (domínio sobre Gâmbia) e França (domínio sobre o Senegal).

## Descrição
No noroeste, a fronteira começa na costa do Atlântico em Jinnak Creek e, em seguida, prossegue para o leste por meio de uma linha reta. A oeste da cidade gambiana de Ngeyen Sanjal, a fronteira segue quase paralela à margem norte do rio Gâmbia a uma distância de cerca de 10 km, contornando no extremo leste para abranger Koina e Kantale Kunde dentro do território gambiano, antes de prosseguir para o oeste novamente a cerca de 10 km paralelos à margem sul do rio. A leste de Dumbutu (Gâmbia), a fronteira vira para o sul em uma linha reta, depois se curva em um ângulo reto para o oeste, continuando por uma linha reta antes de chegar ao rio San Pedro; a fronteira segue então este rio até o Oceano Atlântico. 

## Historia
A fronteira terrestre foi definida em 1889 por meio de um acordo entre a França e o Reino Unido, em relação à delimitação entre suas colônias do Senegal e da Gâmbia. Uma lenda conta que a distância entre a fronteira e o rio Gâmbia corresponde à maior distância que um tiro de canhão da marinha britânica poderia alcançar, mas nenhuma evidência histórica apoia essa tese; a fronteira, por outro lado, foi cuidadosamente delimitada por uma comissão franco-britânica.
Após a independência, ambos os países foram associados em 1982 na Confederação da Senegâmbia, mas esta organização foi dissolvida em 1989.
As fronteiras marítimas entre os dois países são definidas por um tratado assinado em 4 de junho de 1975.